# Liste des cours d'eau de l'Alagoas
Liste des principaux cours d'eau de l'État de l'Alagoas, au Brésil.
- Rio Camarajibe
- Rio Capiá
- Rio Coruripe
- Rio Ipanema
- Rio Manguaba
- Rio Marituba
- Rio Moxotó
- Rio Mundaú
- Rio Paraíba do Meio
- Rio Santo Antônio Grande
- Rio São Francisco
- Rio Traipu